# Jerāghīl
Jerāghīl (persiska: جراغیل, Cherāghīl, چراغیل) är en ort i Iran.   Den ligger i provinsen Östazarbaijan, i den nordvästra delen av landet, 500 km väster om huvudstaden Teheran. Jerāghīl ligger 1 877 meter över havet och antalet invånare är 390.
Terrängen runt Jerāghīl är lite bergig. Runt Jerāghīl är det tätbefolkat, med 459 invånare per kvadratkilometer. Närmaste större samhälle är Āz̄arshahr, 13,2 km väster om Jerāghīl. Trakten runt Jerāghīl består i huvudsak av gräsmarker.